# Mike Zobrys
Mike Zobrys (* 30. Juli 1981 in Berlin) ist ein deutscher Filmschauspieler.

## Leben
Mike Zobrys wurde als eines von fünf Kindern von Frank und Brenda Zobrys in Berlin geboren, wo er auch seine Kindheit verbrachte. Nachdem er 2001 sein Abitur an der Königin-Luise-Stiftung in Berlin beendet hatte, widmete sich Zobrys ganz seiner Leidenschaft: der Schauspielerei.
Sein Leinwanddebüt gab er bereits im Alter von neun Jahren 1990 in dem deutschen Fernsehfilm Der Eindringling unter der Regie von Sigi Rothemund. Es folgten Gastrollen in dem Fernsehfilm Die wahre Geschichte von Männern und Frauen und der Fernsehserie Gute Zeiten, schlechte Zeiten, ehe ihm 1995 die Hauptrolle des Oliver Martin in Unser Charly angeboten wurde. 
Sein älterer Bruder Benjamin Zobrys ist ebenfalls Schauspieler.

## Filmografie
- 1990: Der Eindringling
- 1992: Die wahre Geschichte von Männern und Frauen
- 1992–1993: Gute Zeiten, schlechte Zeiten als Sebastian Rein
- 1995–2008: Unser Charly als Oliver Martin (Fernsehserie)